# Station Heald Green
Heald Green is een spoorwegstation van National Rail in Heald Green, Stockport in Engeland. Het station is eigendom van Network Rail en wordt beheerd door Northern Rail. 